# تد کندی
ادوارد کندی (به انگلیسی: Edward Moore "Ted" Kennedy) معروف به تد کندی، (۲۲ فوریه ۱۹۳۲ – ۲۵ اوت ۲۰۰۹)، سیاستمدار دموکرات و سناتور کهنه‌کار ایالت ماساچوست بود.
او دارای مدرک وکالت حقوق از دانشگاه ویرجینیا و دانش آموختهٔ دانشگاه هاروارد نیز بود.
او همچنین مدت ۲ سال در ارتش آمریکا خدمت کرد. او برادر جان و رابرت کندی بود.
سناتور ادوارد کندی، یکی از برجسته‌ترین سناتورهای تاریخ ایالات متحده و از حامیان باراک اوباما بود، که در ۲۵ اوت ۲۰۰۹ در سن ۷۷ سالگی و پس از یک سال مبارزه با سرطان مغز، درگذشت. سناتور کندی نزدیک به نیم قرن در سنای آمریکا حضور داشت. وی در سنای آمریکا در زمینه قانونگذاری از جمله دربارهٔ بهداشت، حقوق مدنی، آموزش و مهاجرت تلاش‌های چشمگیری داشت.

## واقعه چاپاکوییدیک
در شب ۱۸ ژوئیه ۱۹۶۹، کندی در یک مهمانی در جزیره چاپاکوییدیک در مارتاز وینه‌یارد حاضر بود که به افتخار گروهی از زنان جوانی ترتیب داده بود که یک سال پیش از آن در کمپین ریاست جمهوری برادرش رابرت کار کرده بودند. کندی به همراه زنی ۲۸ ساله به نام مری جو کوپکنی سوار بر اتومبیلی که رانندگی می‌کرد مهمانی را ترک کرد و بعدتر با خودرو از روی پل به درون یک کانال که برای جزر و مد ساخته شده بود سقوط کرد. کندی از خودروی واژگون گریخت و آن طور که خود گفت هفت هشت بار زیر آب پرید تا کوپکنی را نجات دهد. نهایتاً او به ساحل شنا کرد و صحنه را ترک کرد. صبح روز بعد او با مقامات تماس گرفت ولی جسد کوپکنی دیگر پیدا شده بود.
کندی در ۲۵ ژوئیه به جرم ترک صحنه تصادف اقرار کرد و به دو ماه زندان تعلیقی محکوم شد. آن شب او در تلویزیون گفت من این واقعیت را که واقعه را فوراً به پلیس اطلاع ندادن غیرقابل دفاع می‌دانم ولی رانندگی حین مستی و رفتار نامشروع بین خود و کوپکنی را نفی کرد. کندی از رای‌دهندگان ماساچوستی پرسید آیا باید همچنان در منصب خود بماند یا نه و پس از دریافت پیام‌های موافق اعلام کرد همچنان در سنا باقی مانده و سال بعد برای انتخاب مجدد رقابت خواهد کرد.
پرسش‌ها پیرامون این واقعه در سال‌های بعد منجر به انتشار مقالات و کتاب‌های متعدد شد.

## وب‌گاه رسمی
- مؤسسه رسمی ادوارد کندی